# Скьеллеруп, Лаурс
Лаурс Эстербю Скьеллеруп (дат. Laurs Østerby Skjellerup; род. 12 августа 2002, Мариагер, Северная Ютландия) — датский футболист, нападающий клуба «Сассуоло».

## Клубная карьера
Начинал заниматься футболом в клубе «Хобро» в 11-летнем возрасте, после чего в 2018 году перебрался в юношескую команду «Раннерса». В его составе 20 июня 2020 года дебютировал в чемпионате Дании в игре с «Хорсенсом», появившись на поле в компенсированное ко второму тайму время. В общей сложности провёл за основную команду две матча, не отметившись результативными действиями.
12 июля 2022 года вернулся в «Хобро», выступающий в первом дивизионе, подписав с клубом соглашение, рассчитанное на три года. Первую игру в составе клуба провёл 24 июля против «ХБ Кёге», выйдя на замену в середине второго тайма. В октябре 2023 года продлил контракт с «Хобро» до лета 2027 года.
29 декабря 2023 года перешёл в шведский «Гётеборг», с которым заключил четырёхлетний контракт.

## Клубная статистика
| Выступление      | Выступление      | Выступление      | Лига | Лига | Кубки | Кубки | Конт. кубки | Конт. кубки | Итого | Итого |
| Клуб             | Лига             | Сезон            | Игры | Голы | Игры  | Голы  | Игры        | Голы        | Игры  | Голы  |
| ---------------- | ---------------- | ---------------- | ---- | ---- | ----- | ----- | ----------- | ----------- | ----- | ----- |
| Раннерс          | Суперлига        | 2019/20          | 2    | 0    | 0     | 0     | 0           | 0           | 2     | 0     |
| Раннерс          | Итого            | Итого            | 2    | 0    | 0     | 0     | 0           | 0           | 2     | 0     |
| Хобро            | 1-й дивизион     | 2022/23          | 31   | 3    | 3     | 1     | 0           | 0           | 34    | 4     |
| Хобро            | 1-й дивизион     | 2023/24          | 18   | 2    | 0     | 0     | 0           | 0           | 18    | 2     |
| Хобро            | Итого            | Итого            | 49   | 5    | 3     | 1     | 0           | 0           | 52    | 6     |
| Гётеборг         | Алльсвенскан     | 2024             | 0    | 0    | 0     | 0     | 0           | 0           | 0     | 0     |
| Гётеборг         | Итого            | Итого            | 0    | 0    | 0     | 0     | 0           | 0           | 0     | 0     |
| Всего за карьеру | Всего за карьеру | Всего за карьеру | 51   | 5    | 3     | 1     | 0           | 0           | 54    | 6     |